# Joseph Plassmann
Joseph Eduard Clemens Plassmann, född 21 juni 1859 i Arnsberg, Westfalen, död 23 augusti 1940 i Münster, var en tysk astronom.  
Plassmann anställdes 1881 vid gymnasiet i Münster, blev 1899 lektor och 1913 professor i astronomi vid universitetet där. Från 1906 var han redaktör för "Mittheilungen der Vereinigung von Freunde der Astronomie" (från 1920 benämnd "Die Himmelwelt") och från 1909 för "Jahrbuch der Naturwissenschaften".
Plassmann ägnade sig främst åt studiet av variabla stjärnor och meteorer och skrev om dessa talrika artiklar i facktidskrifter. Han utgav Himmelskunde (1898, tredje upplagan 1913), Untersuchungen über die Lichtwechsel des Granatsterns μ Cephei (1904) samt Hevelius. Handbuch für Freunde der Astronomie und Kosmische Physik (1922). Tillsammans med Pohle, Kreichgauer och Waagen utgav han Himmel und Erde. Unser Wissen von der Sternenwelt und dem Erdball (två band 1908–09, Volksausgabe 1915).